# Valore di esposizione

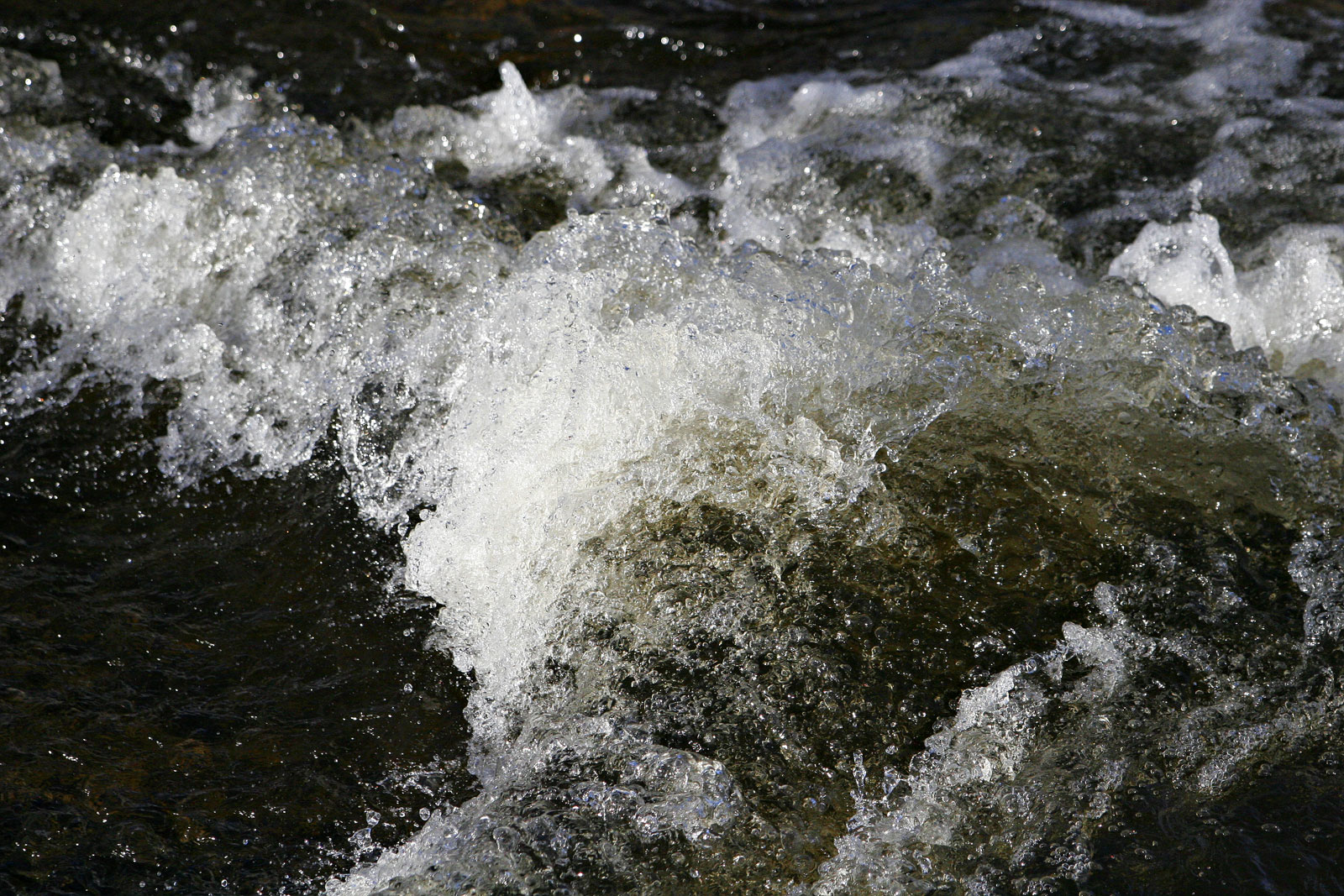
Con un tempo di scatto rapido, l'immagine appare congelata, si è dovuto utilizzare un diaframma ampio

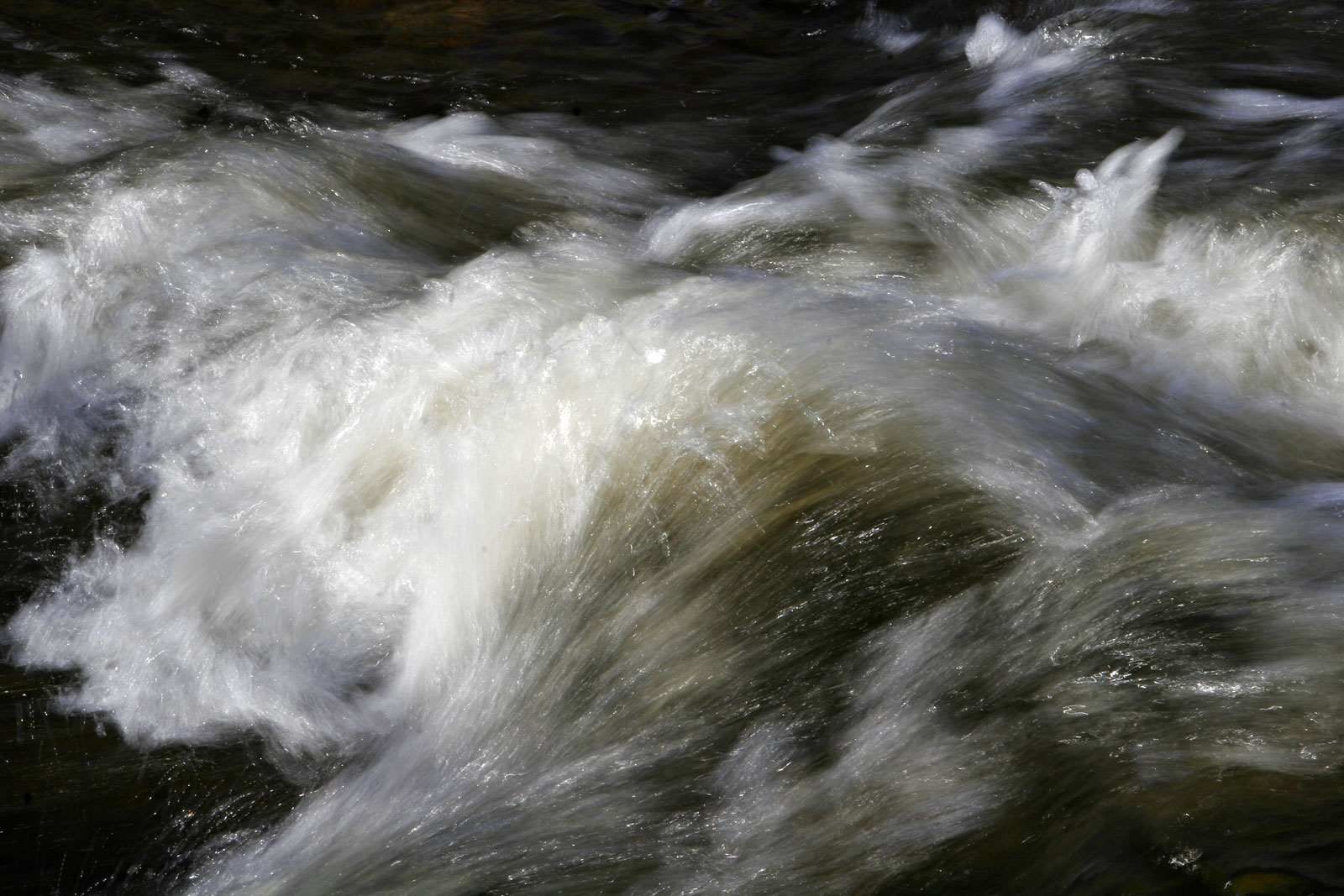
Aumentando il tempo, l'immagine appare mossa, ma chiudendo anche il diaframma, la luce che ha sensibilizzato la pellicola è la stessa e il soggetto appare della stessa luminosità

Il valore di esposizione, o valore esposimetrico, Ev o EV (exposure value), è un valore di intensità luminosa a cui corrispondono delle coppie di diaframma e tempo dell'otturatore che forniscono alla pellicola o al sensore fotografico la stessa quantità di luce. Si definiscono stop gli intervalli tra EV. Il concetto fu elaborato dall'artigiano tedesco, costruttore di otturatori fotografici, Friedrich Deckel attorno al 1950. 
L'aumento di un intervallo equivale al raddoppio della quantità di luce che colpisce la pellicola o sensore: ad esempio, l'apertura di 1 stop del diaframma e la riduzione di 1 stop del tempo di esposizione non cambia la quantità di luce necessaria alla corretta impressione del sensore o pellicola. Comunemente con "stop" ci si riferisce in egual misura e proporzione all'apertura del diaframma, al tempo di esposizione e alla sensibilità. 
Uno stesso valore EV si può ottenere con differenti combinazioni di diaframmi e tempi di scatto ma è da tenere da conto che la foto finale, a seconda delle diverse combinazioni, risulterà profondamente diversa. Gli EV infatti determinano esclusivamente l'esposizione luminosa, a determinare la profondità di campo e l'effetto mosso del risultato finale influiscono esclusivamente e rispettivamente i valori di apertura e i tempi di scatto. 
Il valore EV è sempre riferito a una sensibilità di 100 ISO. Se varia la velocità della pellicola si dovrà compensare la variazione con una differente coppia tempo/diaframma. Ad esempio, se passo da 100 ISO a 200 ISO dovrò dimezzare il tempo di esposizione o l'apertura del diaframma ("chiudere di uno stop"). 

## Principi matematici
Per convenzione si definisce l'EV come un logaritmo in base 2 a velocità della pellicola ISO 100:
{\displaystyle EV=\log _{2}\left({\frac {A^{2}}{T}}\right)}
dove A è l'apertura del diaframma e T il tempo di esposizione. Quindi, a combinazioni diverse di tempo e apertura, corrispondono uguali valori EV. 
Ad esempio, f5.6 e 1/60 equivale a f8 e 1/30. Al valore EV 0, corrisponde la coppia: apertura f/1.0 e tempo 1 secondo. Sapendo che ogni successivo valore di apertura dimezza l'intensità luminosa, per ottenere lo stesso valore EV 0 con un'apertura di f/1.4, dobbiamo raddoppiare il tempo portandolo a 2 secondi.
Per una velocità della pellicola ISO {\displaystyle S} generica, si aumenta il valore di esposizione secondo la formula
{\displaystyle EV_{S}=EV_{100}+\log _{2}\left({\frac {S}{100}}\right)=\log _{2}\left({\frac {SA^{2}}{100T}}\right)}

## Il valore luce
Il valore luce, o LV, corrisponde agli EV per la sensibilità di 100 ISO. Questa distinzione è necessaria perché gli esposimetri misurano la luce in LV. A seconda del modello, gli esposimetri possono convertire direttamente in EV e fornire il diaframma e il tempo da impostare per la pellicola utilizzata.
La successiva tabella illustra le combinazioni di tempo / diaframma e il relativo valore EV:
|           | apertura (f) |     |     |     |     |     |     |    |    |    |    |    |    |
| tempo (s) | 1.0          | 1.4 | 2.0 | 2.8 | 4.0 | 5.6 | 8.0 | 11 | 16 | 22 | 32 | 45 | 64 |
| 60        | −6           | −5  | −4  | −3  | −2  | −1  | 0   | 1  | 2  | 3  | 4  | 5  | 6  |
| 30        | −5           | −4  | −3  | −2  | −1  | 0   | 1   | 2  | 3  | 4  | 5  | 6  | 7  |
| 15        | −4           | −3  | −2  | −1  | 0   | 1   | 2   | 3  | 4  | 5  | 6  | 7  | 8  |
| 8         | −3           | −2  | −1  | 0   | 1   | 2   | 3   | 4  | 5  | 6  | 7  | 8  | 9  |
| 4         | −2           | −1  | 0   | 1   | 2   | 3   | 4   | 5  | 6  | 7  | 8  | 9  | 10 |
| 2         | −1           | 0   | 1   | 2   | 3   | 4   | 5   | 6  | 7  | 8  | 9  | 10 | 11 |
| 1         | 0            | 1   | 2   | 3   | 4   | 5   | 6   | 7  | 8  | 9  | 10 | 11 | 12 |
| 1/2       | 1            | 2   | 3   | 4   | 5   | 6   | 7   | 8  | 9  | 10 | 11 | 12 | 13 |
| 1/4       | 2            | 3   | 4   | 5   | 6   | 7   | 8   | 9  | 10 | 11 | 12 | 13 | 14 |
| 1/8       | 3            | 4   | 5   | 6   | 7   | 8   | 9   | 10 | 11 | 12 | 13 | 14 | 15 |
| 1/15      | 4            | 5   | 6   | 7   | 8   | 9   | 10  | 11 | 12 | 13 | 14 | 15 | 16 |
| 1/30      | 5            | 6   | 7   | 8   | 9   | 10  | 11  | 12 | 13 | 14 | 15 | 16 | 17 |
| 1/60      | 6            | 7   | 8   | 9   | 10  | 11  | 12  | 13 | 14 | 15 | 16 | 17 | 18 |
| 1/125     | 7            | 8   | 9   | 10  | 11  | 12  | 13  | 14 | 15 | 16 | 17 | 18 | 19 |
| 1/250     | 8            | 9   | 10  | 11  | 12  | 13  | 14  | 15 | 16 | 17 | 18 | 19 | 20 |
| 1/500     | 9            | 10  | 11  | 12  | 13  | 14  | 15  | 16 | 17 | 18 | 19 | 20 | 21 |
| 1/1000    | 10           | 11  | 12  | 13  | 14  | 15  | 16  | 17 | 18 | 19 | 20 | 21 | 22 |
| 1/2000    | 11           | 12  | 13  | 14  | 15  | 16  | 17  | 18 | 19 | 20 | 21 | 22 | 23 |
| 1/4000    | 12           | 13  | 14  | 15  | 16  | 17  | 18  | 19 | 20 | 21 | 22 | 23 | 24 |
| 1/8000    | 13           | 14  | 15  | 16  | 17  | 18  | 19  | 20 | 21 | 22 | 23 | 24 | 25 |